# Dylan (язык программирования)
Dylan — динамический мультипарадигмальный язык программирования, нацеленный на быструю разработку программ, разработанный, прежде всего, усилиями Apple.
При необходимости, позже можно оптимизировать программы вводом информации о типах. Dylan поддерживает множественное наследование, полиморфизм и многие другие парадигмы. Язык общего назначения, пригодный как для прикладного, так и для системного программирования. Включает в себя сборку мусора, проверки в ходе исполнения, восстановление после ошибок и модульную систему.
Имя языка Dylan означает «DYnamic LANguage».

## История
Этот язык родился в Apple в начале 1990-х годов, однако фирма вскоре закрыла проект. Его разработчики хотели создать улучшенный гибрид из элегантного варианта Лиспа — Scheme, системы ООП CLOS от мощного промышленного варианта Лиспа — Common Lisp и идеями из Smalltalk — и всё это с нормальной общепринятой системой обозначений алголо-паскалеподобного синтаксиса.
Вскоре после этого аналогичный проект был запущен в Университете Карнеги-Меллон — над созданием компилятора Dylan работала знаменитая команда университета Карнеги — Меллона по реализации CMU Common Lisp. C 1998 года разработанная в CMU реализация языка Dylan стала распространяться как открытое программное обеспечение под названием Gwydion Dylan.
Другую, коммерческую версию с полноценной IDE выпустила компания Harlequin. В 2004 году компания прекратила своё существование и исходные коды коммерческой среда программирования на Dylan была открыта и передана мейнтейнерам Gwydion Dylan. В настоящее время эта реализация известна как Open Dylan.